# Haplophthalmus ligurinus
Haplophthalmus ligurinus är en kräftdjursart som beskrevs av Karl Wilhelm Verhoeff1930. Haplophthalmus ligurinus ingår i släktet Haplophthalmus och familjen Trichoniscidae. Inga underarter finns listade i Catalogue of Life.